# Днепр (ракета-носитель)
«Днепр» (укр. «Дніпро») — украинско-российская ракета-носитель (РН), созданная на базе подлежащих ликвидации межконтинентальных баллистических ракет РС-20 (15А18).

## История создания
В связи с подписанием договора СНВ-1, который предполагал уничтожение 50 % РС-20, встал вопрос о методах сокращения арсенала этих ракет. Одним из вариантов было предложено переоборудовать их в РН и использовать для коммерческих запусков.
Для реализации программы создания и дальнейшей эксплуатации ракеты-носителя «Днепр» по решению Российского космического агентства и Национального космического агентства Украины было создано ЗАО «Международная космическая компания Космотрас». В его состав вошли предприятия и организации России и Украины, создавшие ракетный комплекс PC-20 и осуществляющие гарантийный и авторский надзор в процессе его эксплуатации (в частности, украинское КБ «Южное», которое являлось разработчиком МБР РС-20, ОАО «Хартрон», разработавшее систему управления, и другие).

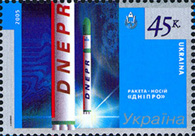
Ракета-носитель «Днепр» на почтовой марке Украины, 2005

Основу программы «Днепр» составляют более 150 ракет PC-20, пригодных для переоборудования в ракеты-носители. Особое значение придаётся надёжности запуска, и полётная надёжность ракеты-носителя «Днепр» подтверждена более чем 160 запусками (в том числе 5 запусков на околоземную орбиту). Располагая большим парком базовых ракет РС-20, «Космотрас» при запуске одновременно с основной ракетой имеет на космодроме в хранилище также и запасную ракету. При возникновении проблемы с запуском основной ракеты запасная может быть подготовлена к запуску в течение 30 суток, обеспечивая тем самым выполнение заказа в заданные сроки. Ни одно другое пусковое предприятие в мире не может предложить заказчику такую услугу.

## Конструкция
Ракета выполнена по трёхступенчатой схеме с последовательным расположением ступеней и космической головной части.
Первая и вторая ступени являются штатными ступенями ракеты РС-20 и используются без доработок.
Третья ступень — штатная ступень ракеты РС-20, доработанная в части модернизации системы управления. Данная модернизация позволяет реализовывать заданную программу полета первой, второй и третьей ступеней, формирование и последовательную выдачу команд на элементы автоматики устройств отделения космических аппаратов и отделяемых узлов космической головной части (КГЧ), увод третьей ступени и КГЧ с рабочей орбиты после отделения всех космических аппаратов.
В качестве топлива используется несимметричный диметилгидразин (НДМГ) и азотный тетраоксид (АТ).
Ракета имеет стартовую массу 211 т, длину 34 м, диаметр 3 м и способна вывести на орбиту высотой 300—900 км космический аппарат или группу спутников различного назначения стартовой массой до 3,7 т. Один запуск «Днепра» стоит около 31 млн USD.
Ракета имеет несколько модификаций:
- «Днепр-1» — базовая модификация, имеет максимальную преемственность с ракетой РС-20. Использует основные составные части МБР без доработок, за исключением переходника обтекателя.
- «Днепр-М» — улучшенная модификация, имеет более широкие возможности по выведению полезного груза и повышенную высоту орбиты. Модернизация включала в себя установку дополнительных двигателей ориентации и стабилизации, доработку системы управления, установку удлинённого головного обтекателя.

## Использование
Для запуска РН «Днепр» используются пусковая установка на площадке 109 космодрома Байконур и пусковые установки на базе Ясный в Оренбургской области. Первый запуск был произведён боевым расчетом РВСН 21 апреля 1999 года. На расчётную орбиту был успешно выведен английский научно-экспериментальный спутник UoSAT-12. РН может использоваться для кластерных запусков. В апреле 2007 года, например, «Днепр» вывел в космос сразу 14 космических аппаратов.

### Хронология запусков
С 1999 по 2015 год выполнено 22 пусков РН «Днепр», с помощью которых на орбиту вывели более 140 космических аппаратов более чем 20 стран.
| №  | Дата             | Полезный груз | Космодром | Статус    |
| -- | ---------------- | --- | --------- | --------- |
| 1  | 21 апреля 1999   | - UoSat-12 | Байконур  | успешный  |
| 2  | 26 сентября 2000 | - MegSat-1 - UniSat - SaudiSat-1A - SaudiSat-1В - TuingSat | Байконур  | успешный  |
| 3  | 20 декабря 2002  | - LatinSat-1 - LatinSat-2 - SaudiSat-1С - UniSat-2 - Rubin-2 - TrailBlazer (макет) | Байконур  | успешный  |
| 4  | 29 июня 2004     | - Demeter - SaudiSat-2 - SaudiComSat-1 - SaudiComSat-2 - UniSat-3 - AMSAT-Echo - Latinsat-C - Latinsat-D | Байконур  | успешный  |
| 5  | 24 августа 2005  | - OICETS - INDEX | Байконур  | успешный  |
| 6  | 12 июля 2006     | - Genesis pathfinder-1 | Ясный     | успешный  |
| 7  | 26 июля 2006     | - БелКА - Бауманец - UniSat-4 - PICPOT - ION - SCARED - ICECube-1 - ICECube-2 - KuteSat - RINCON - AeroCube-1 - CP-1 - CP-2 - Merope - Mea Haukai - HauSat-1 - NCube-1 - SEEDS                                   | Байконур  | аварийный |
| 8  | 17 апреля 2007   | - EgyptSat-1 - SaudiSat-3 - SaudiComSat-3 - SaudiComSat-4 - SaudiComSat-5 - SaudiComSat-6 - SaudiComSat-7 - MAST - PolySat-3 - PolySat-4 - CAPE-1 - AeroCube-2 - CSTB-1 - Libertad-1                             | Байконур  | успешный  |
| 9  | 15 июня 2007     | - TerraSAR-X | Байконур  | успешный  |
| 10 | 28 июня 2007     | - Genesis pathfinder-2 | Ясный     | успешный  |
| 11 | 29 августа 2008  | - RapidEye x5 | Байконур  | успешный  |
| 12 | 1 октября 2008   | - THEOS | Ясный     | успешный  |
| 13 | 29 июля 2009     | - DubaiSat-1 - Deimos-1 - NanoSat-1B - UK DMC-2 - AprizeSat-3 - AprizeSat-4 | Байконур  | успешный  |
| 14 | 8 апреля 2010    | - CryoSat-2 | Байконур  | успешный  |
| 15 | 15 июня 2010     | - Prisma (Mango) - Prisma (Tango) - Picard - БПА-1 | Ясный     | успешный  |
| 16 | 21 июня 2010     | - TanDEM-X | Байконур  | успешный  |
| 17 | 17 августа 2011  | - Сич-2 - БПА-2 - RaSat - NigeriaSat-2 - NigeriaSat-X - EduSat - ApriseSat-5 - ApriseSat-6 | Ясный     | успешный  |
| 18 | 22 августа 2013  | - KOMPSAT-5 | Ясный     | успешный  |
| 19 | 21 ноября 2013   | - DubaiSat-2 - SkySat-1 - GOMX-1 - WNISat - BRITE-Poland - контейнеры ISIpod | Ясный     | успешный  |
| 20 | 20 июня 2014     | - 33 КА из 17 стран, в том числе - КазЕОСат - Деймос-2 - ТаблетСат-Аврора - БагСат-4 - УниСат-6 - Брайт-Торонто - Брайт-Монреаль - Ходоёши-3 - Ходоёши-4 - СаудиСат-4 - контейнеры «КвадПак» с аппаратами КубСат | Ясный     | успешный  |
| 21 | 6 ноября 2014    | - Asnaro-1 - ChubuSat 1 - Hodoyoshi 1 - QSAT-EOS - TSUBAME | Ясный     | успешный  |
| 22 | 26 марта 2015    | - «КомпСат-3А» | Ясный     | успешный  |

Седьмой запуск, состоявшийся 26 июля 2006 года, окончился неудачей. В ходе полета система управления зафиксировала потерю стабилизацию РН, после чего на 74-й секунде была подана команда на аварийное выключение двигателя. Ракета упала в 150 км от стартовой площадки, на границе Казахстана и Узбекистана, в шести километрах северо-восточнее зимовки Тагай. Головной обтекатель упал в 25 километрах южнее города Байконур. Жертв и пострадавших нет. В аварии было потеряно 18 спутников, в том числе первый белорусский спутник «БелКА», спутник Бауманец собранный к 175-летию МГТУ им. Баумана, спутник UniSat-4 и 14 микроспутников CubeSat университетов разных стран. Для выяснения причин аварии была создана комиссия, на поиски ракеты потрачено около 1,5 млн долларов. Согласно заключению комиссии, авария ракеты-носителя «Днепр» 26 июля произошла из-за нарушения теплоизоляции, в результате чего произошел перегрев рабочего тела гидропривода, который управляет качанием камеры № 4 двигательной установки первой ступени.

## Аналоги
В следующей таблице приведены характеристики различных ракет-носителей лёгкого класса:
| Ракета-носитель                                                                            | Страна       | Первый полёт | Количество запусков в год (всего) | Широта стартового комплекса | Стартовая масса, т | Масса полезной нагрузки, т | Масса полезной нагрузки, т | Масса полезной нагрузки, т | Успешных пусков | Стоимость пуска, млн |
| Ракета-носитель                                                                            | Страна       | Первый полёт | Количество запусков в год (всего) | Широта стартового комплекса | Стартовая масса, т | НОО¹                       | ССО²                       | ГПО                        | Успешных пусков | Стоимость пуска, млн |
| ------------------------------------------------------------------------------------------ | ------------ | ------------ | --------------------------------- | --------------------------- | ------------------ | -------------------------- | -------------------------- | -------------------------- | --------------- | -------------------- |
| «Рокот»                                                                                    | →            | 20.11.1990   | 1—4 (29)                          | 62° / 46°                   | 107,5              | 2,1                        | 1,6                        |                            | 93 %            | 39—44,6 $            |
| «Днепр»                                                                                    | Флаг Украины | 21.04.1999   | 1—3 (22)                          | 51° / 46°                   | 211                | 3,7                        | 2,3                        |                            | 95 %            | 15 $—30,7            |
| «Стрела»                                                                                   | Флаг России  | 05.12.2003   | 1 (3)                             | 46°                         | 105                | 1,6                        | 1,1                        |                            | 100 %           | 8,5 $                |
| «Вега»                                                                                     | Флаг ЕС      | 13.02.2012   | 1—3 (8)                           | 5°                          | 137                | 2,3                        | 1,6                        |                            | 100 %           | 42 $—59              |
| «Антарес»                                                                                  | Флаг США     | 21.04.2013   | 1—3 (6)                           | 38°                         | 240                | 5,6                        | 4,4                        |                            | 83 %            |                      |
| «Союз-2.1в»                                                                                | Флаг России  | 28.12.2013   | 1 (2)                             | 62°                         | 160                | 2,8                        | 1,4                        |                            | 100 %           | 38 $ (1220 рублей)   |
| «Ангара 1.2»                                                                               | Флаг России  | 09.07.2014   | (1)                               | 62°                         | 171                | 3.8                        |                            |                            | 100 %           |                      |
| ¹ — высота 300 км, наклонение соответствует космодрому; ² — высота 300 км, наклонение 98°. |              |              |                                   |                             |                    |                            |                            |                            |                 |                      |